# Johann Philipp Trefurt
Johann Philipp Trefurt (* 10. August 1769 in Dannenberg (Elbe); † 22. November 1841 in Göttingen) war ein deutscher lutherischer Theologe, zuletzt Generalsuperintendent der Generaldiözese Göttingen.

## Leben
Trefurt wurde nach dem Studium der Theologie zunächst Feldprediger und Seminarinspektor in Hannover. 1802 erhielt er eine Stelle als Hilfsprediger an der Schlosskirche Hannover, 1805 wurde er erster Pastor an St. Johannis und Superintendent der ersten Inspektion in Göttingen. Durch Dekret des Königs Jérôme vom 17. Dezember 1807 wurde in Göttingen ein zunächst provisorisches (1811 endgültiges) westphälisches Konsistorium für Grubenhagen und Göttingen eingerichtet, dem Trefurt angehörte. Nach der Befreiung von der napoleonischen Herrschaft stellte das Konsistorium am 18. November 1813 seine Tätigkeit ein. 1827 wurde Trefurt Generalsuperintendent der Generaldiözese Göttingen.
Er war Mitglied der Göttinger Freimaurerloge Augusta zum goldenen Zirkel.
Sein Sohn war der Mediziner Johann Heinrich Christoph Trefurt.

## Werke
- Ausführlicher tabellarischer Commentar über den Hannoverischen Landes-Katechismus. Hannover 1809
- Sammlung von religiösen Amt-Reden vermischten Inhalts. 2 Teile, Göttingen 1811/26
- Casual-Reden bey der funfzigjährigen Amts-Jubelfeyer eines treu-verdienten Predigers, so wie bey der kirchlichen Einführung neu bestellter Prediger Göttingen 1827